# 马里尼 (阿列省)
马里尼（法語：Marigny，法語發音：[maʁiɲi]）是法国阿列省的一个市镇，位于该省北部，属于穆兰区。

## 地理
马里尼（46°34'55"N, 3°12'30"E）面积17.24 平方千米，位于法国奥弗涅-罗讷-阿尔卑斯大区阿列省，该省份为法国中部省份，北起涅夫勒省、西北接谢尔省，西南至克勒兹省，南至多姆山省，东南临卢瓦尔省，东临索恩-卢瓦尔省。
与马里尼接壤的市镇（或旧市镇、城区）包括：阿贡日、库朗东、蒙蒂伊、讷维、圣默努、苏维尼。

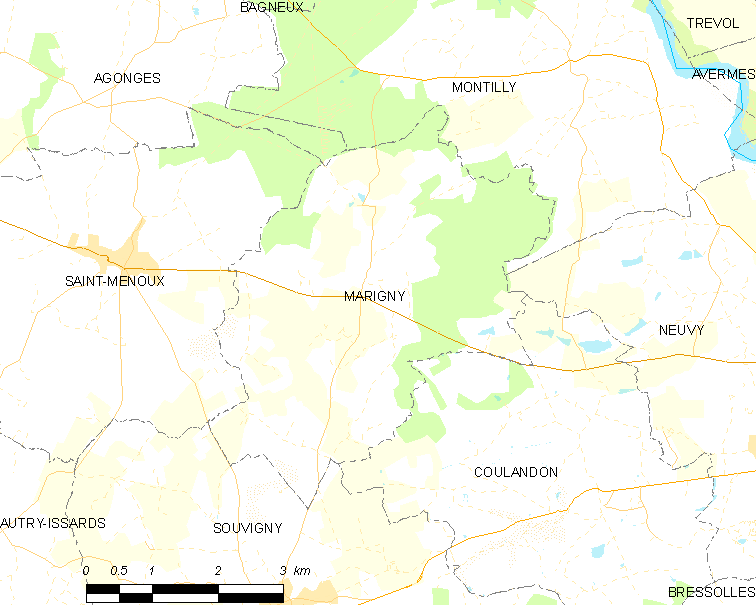
的OSM定位图

马里尼的时区为UTC+01:00、UTC+02:00（夏令时）。

## 行政
马里尼的邮政编码为03210，INSEE市镇编码为03162。

## 政治
马里尼所属的省级选区为苏维尼县。

## 人口

1962-2008年间人口变化图示

马里尼于2022年1月1日时的人口数量为200人。